# Disclaimer
A disclaimer részleges lemondó, illetve felelősségkorlátozó jognyilatkozat. Főleg az iparjogvédelem területén ismert. Magyarországon is az angol szó terjedt el.  
Gyakran egyoldalúan tett nyilatkozat, ám szerződéses rendelkezés is lehet.

## Tartalma
- Valaki kijelenti, hogy valamilyen konkrét szellemi tulajdonjogot (pl. szerzői jogosultságot, találmány vagy védjegy oltalmát) nem igényel.[1]
- Az angolszász jogokban elterjedt kifejezést ma  kiterjesztő értelemben olyan esetekben is használják, ahol a nyilatkozattevő  nyilatkozatban zárja ki vagy korlátozza a felelősségét bizonyos jogcselekményekkel kapcsolatban. Ez utóbbi értelmezés abból ered, hogy amennyiben a tulajdonos (jogosult) felhívja a figyelmet valamilyen veszélyre, annak érdekében, hogy mások károsodását megelőzze, illetve ha ez nem sikerül, saját felelősségét kizárja.
- A disclaimer szerződéses rendelkezés is lehet.
- Az adott állam jogszabályai illetve nemzetközi magánjogi megállapodások döntik el, hogy a konkrét disclaimer jogszerű-e vagy esetleg semmis.

## Külső hivatkozások
- Website Disclaimer
- Bobrovszky Jenő: Az enyém, a tied és a miénk a szellemi tulajdonban – Áttekintés a közkincs és a szellemi magántulajdon egyes összefüggéseiről az Internet tükrében (doksi.net/hu)